# Oosteeklo
Oosteeklo és un antic municipi de Bèlgica a la província de Flandes Oriental. L'1 de gener de 1977 va fusionar amb Assenede.
Es troba en una antiga zona de boscs i de landa humid, desguassat pel Burggravenstroom de la conca del Canal Gant-Terneuzen. El nom,antigament escrit Oost-Eecloo es compon d'arrels del neerlandès antic eek (roure) i lo (bosc), probablement una roureda a una cresta sorrenca al maresme. El prefix Oost- és un afegit del segle XIV, per a distingir el poble de la ciutat veïna d'Eeklo. El poble va desenvolupar-se a l'entorn d'una abadia de monges cistercenques fundada segons la llegenda el 1228 però ja documentada al segle anterior. L'abadia va tenir un paper important en explotar les torberes i assecar la landa. Durant la guerra dels Vuitanta Anys, durant el regne de Felip II de Castella, comte de Flandes malgrat la repressió i els esforços militars de la Corona de Castella, la majoria de la població va adherir al protestantisme i l'església i l'abadia van ser destrossades el 1577. Es van construir quatre masies amb el runam de l'abadia. De 1617 a 1619, l'historiador Antoon Sanders va ser rector d'Oosteeklo. El 1794, després de l'ocupació francesa i la reforma administrativa, Oosteeklo va esdevenir un municipi, fins que el 1977 va fusionar amb Assenede.
Llocs d'interés
- Les restes de l'abadia dels cistercenques
- L'església Santa Creu i de la Mare de Déu. Durant la guerra dels Vuitanta Anys va ser malmesa per les tropes republicanes. L'església actual data del 1781 (arquitecte: Joan Stockmann).[8]
- Unes antigues masies

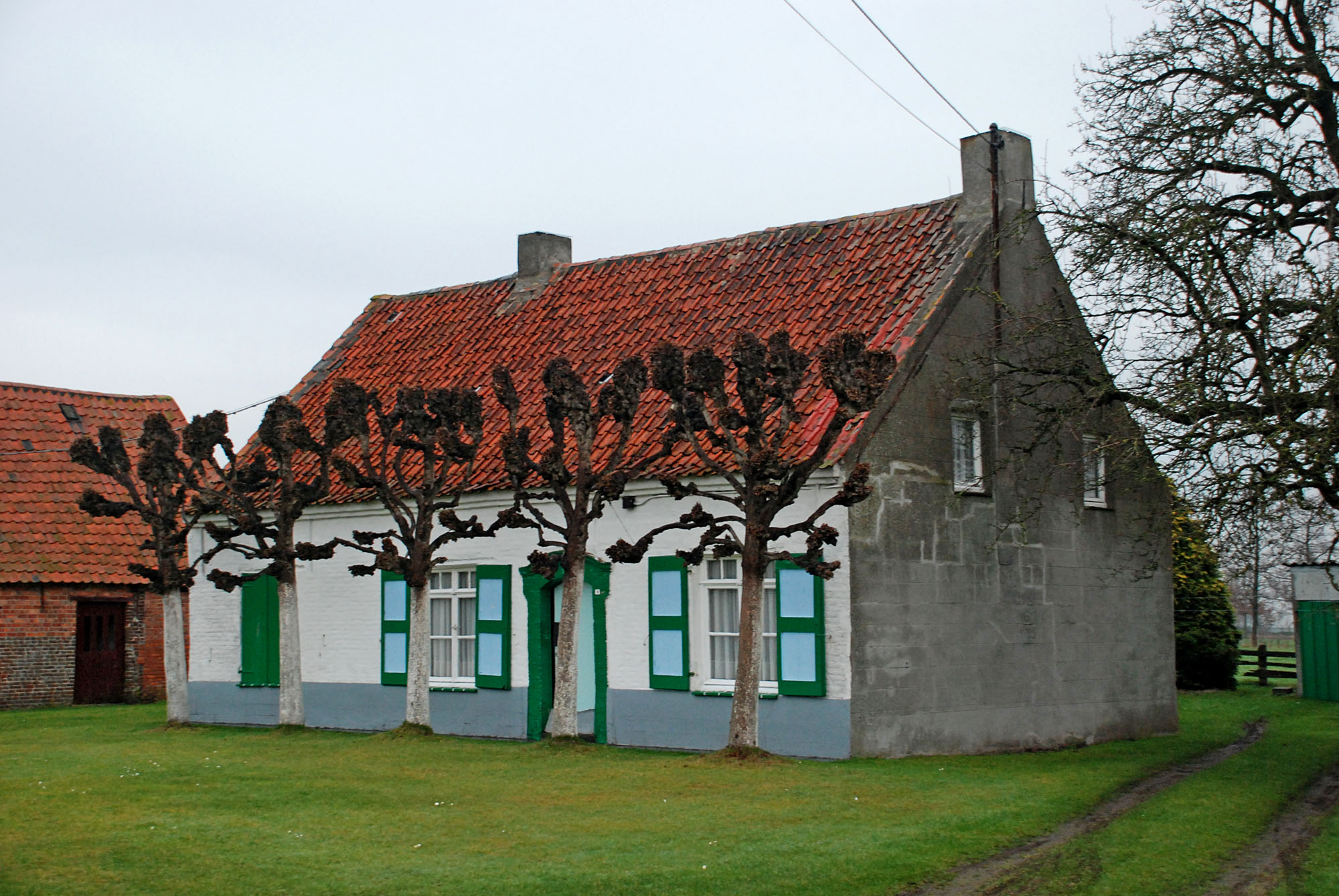
Petita masia, monument llistat
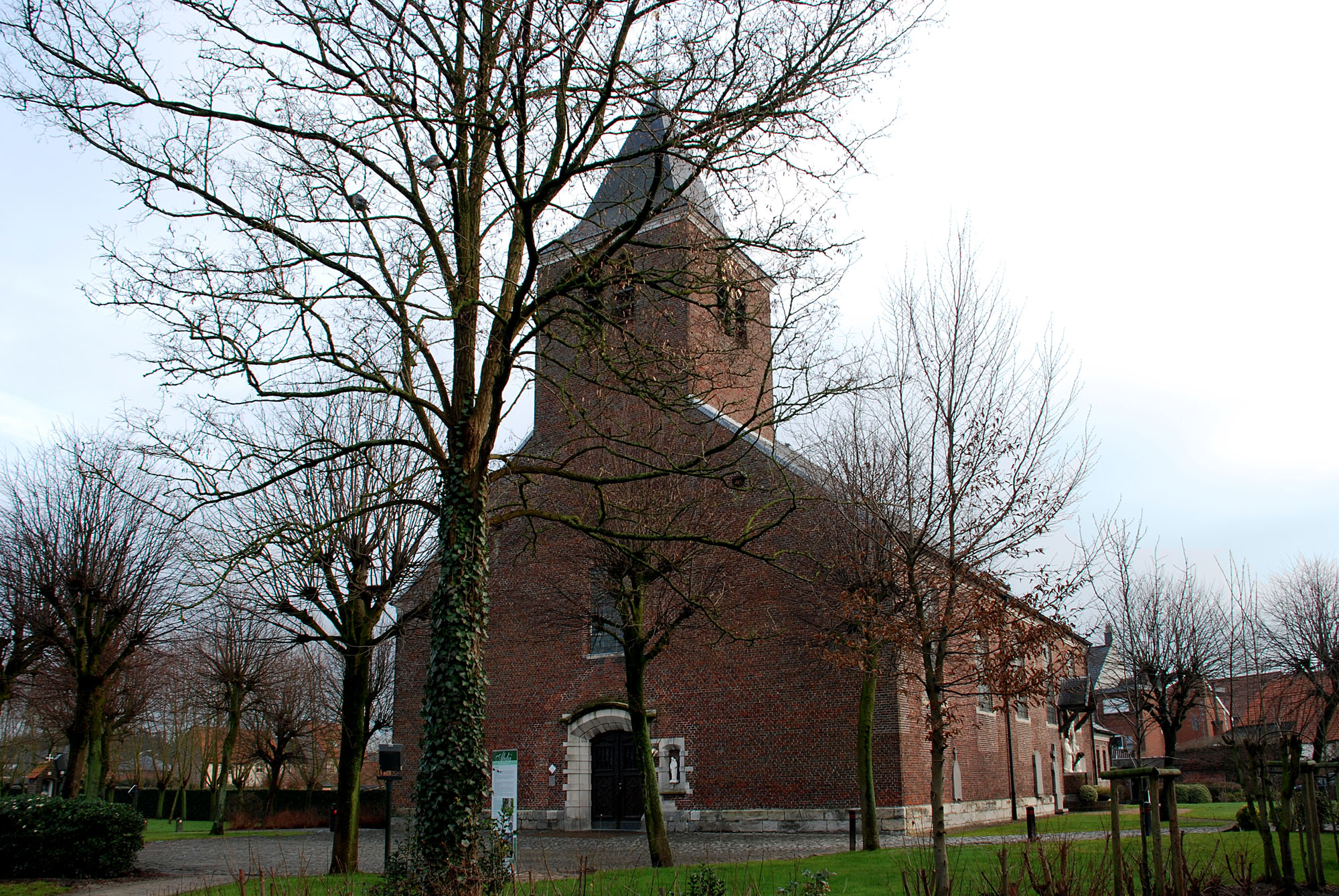
Església de la Santa Creu i de la Mare de Déu
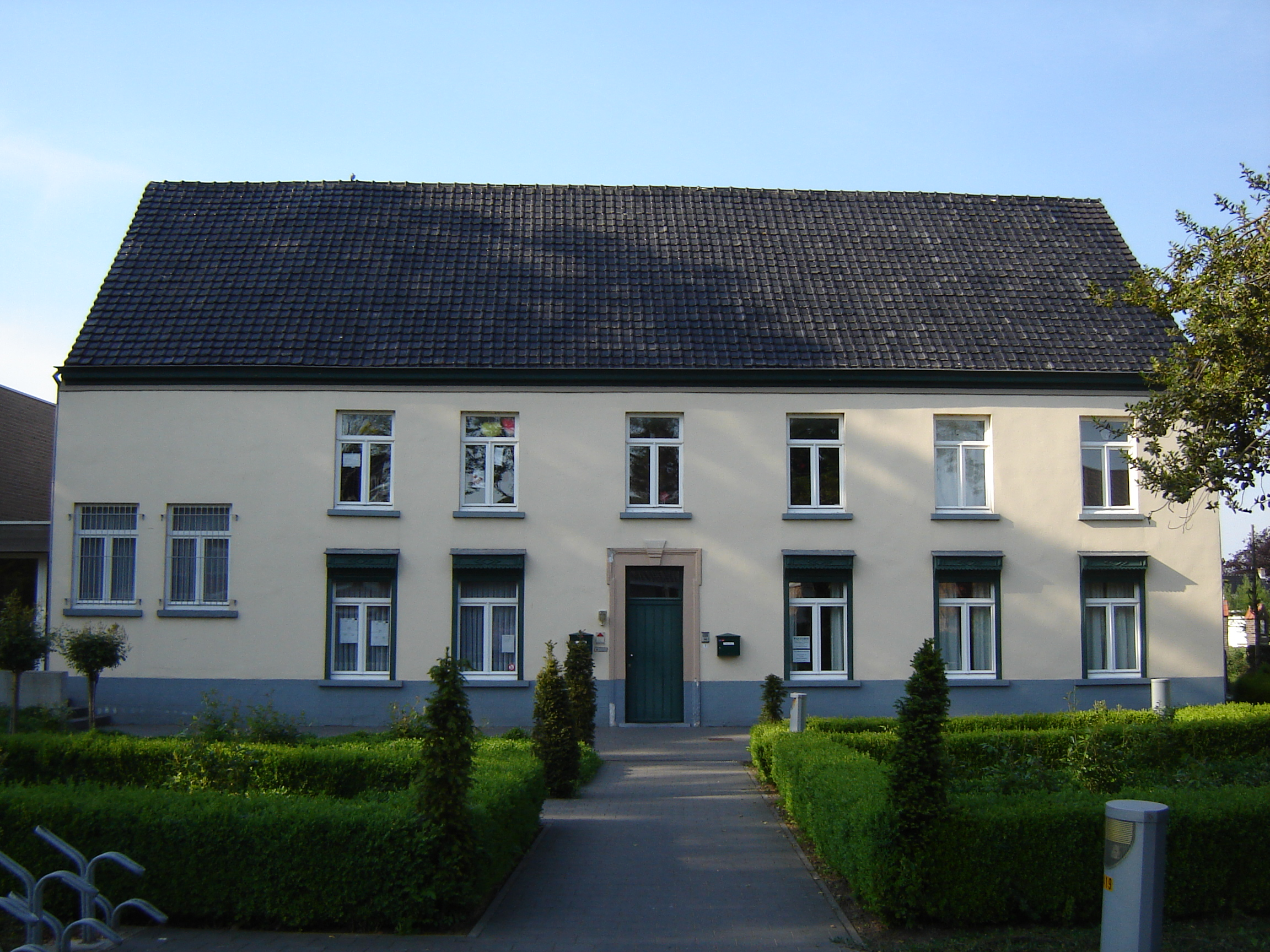
Antiga rectoria, monument llistat